# Rəşid Behbudov
Rəşid Məcid oğlu Behbudov (ros. Рашид Маджид оглы Бейбутов, Raszyd Madżyd ogły Biejbutow; ur. 1 grudnia?/14 grudnia 1915 w Tyflisie, zm. 9 czerwca 1989 w Baku) – piosenkarz i aktor azerski.

## Życiorys
Od 1933 uczył się w Technikum Kolejowym, gdzie dużo czasu poświęcał orkiestrze, którą sam zorganizował. W latach 1938–1944 śpiewał w ormiańskim Teatrze Państwowym Opery i Baletu im. Spendiarowa w Erywaniu. Latem 1941 w Moskwie planowano konkurs artystów estrady, ale gdy był już w pociągu, dowiedział się o wybuchu II wojny światowej i konkurs został odwołany.
W 1943 nakręcono film „Handlarz suknami” (azer. Arşın mal alan, na podstawie komedii muzycznej Üzeyira Hacıbəyova z 1913), gdzie Behbudov zagrał główną rolę (Əsgəra, zamożnego sprzedawcę), która uczyniła go popularnym. W 1945 przeprowadził się do Azerbejdżanu na zaproszenie Tofiqa Quliyeva. W latach 40. i 50. XX w. Behbudov występował na Węgrzech, we Włoszech, w Rosji, Bułgarii, Chinach i Indiach.
W jego repertuarze znalazło się dużo pieśni azerbejdżańskich kompozytorów, m.in. Tofiqa Quliyeva – „Pieśń nafciarza”, Səida Rüstəmova – „Baku”, „Maki” (azer. Lalələr), „Jestem samotny” (azer. Yalqızam).
W 1966 został dyrektorem artystycznym oraz solistą Państwowego Teatru Pieśni w Baku, teraz ten teatr nosi jego imię.

## Odznaczenia
- Medal „Sierp i Młot” Bohatera Pracy Socjalistycznej (23 kwietnia 1980)
- Order Lenina – dwukrotnie (1976, 1980)
- Order Czerwonego Sztandaru Pracy (1966)
- Order Przyjaźni Narodów (1985)
- Ludowy Artysta ZSRR (1959)
- Nagroda Stalinowska (1946)